# Liste der Kulturgüter in Wölflinswil
Die Liste der Kulturgüter in Wölflinswil enthält alle Objekte in der Gemeinde Wölflinswil im Kanton Aargau, die gemäss der Haager Konvention zum Schutz von Kulturgut bei bewaffneten Konflikten, dem Bundesgesetz vom 20. Juni 2014 über den Schutz der Kulturgüter bei bewaffneten Konflikten sowie der Verordnung vom 29. Oktober 2014 über den Schutz der Kulturgüter bei bewaffneten Konflikten unter Schutz stehen.
Objekte der Kategorie A sind im Gemeindegebiet nicht ausgewiesen, Objekte der Kategorie B sind vollständig in der Liste enthalten, Objekte der Kategorie C fehlen zurzeit (Stand: 1. Januar 2023). Unter übrige Baudenkmäler sind weitere geschützte Objekte zu finden, die in der Bau- und Nutzungsordnung der Gemeinde verzeichnet und nicht bereits in der Liste der Kulturgüter enthalten sind.

## Kulturgüter
| Foto |                                                                                            | Objekt                                                             | Kat. | Typ | Standort                                          | Beschreibung |
| ---- | ------------------------------------------------------------------------------------------ | ------------------------------------------------------------------ | ---- | --- | ------------------------------------------------- | ------------ |
| BW   | Datei hochladen · Wikidata zu Junkholz, Pingenfeld von neuzeitlichem Erzabbau (Q106409391) | Junkholz, Pingenfeld von neuzeitlichem Erzabbau KGS-Nr.: 15924     | B    | F   | 643525 / 257475                                   |              |
| ja   | Datei hochladen · Wikidata zu Kirche mit Pfarrhaus und Pfarrscheune (Q29581685)            | Kirche St. Mauritius mit Pfarrhaus und Pfarrscheune KGS-Nr.: 15925 | B    | G   | Stöckli 34.1 / Pfarrhaus 29, 29.1 641985 / 256939 |              |

## Übrige Baudenkmäler
| ID  | Foto |                                                                  | Objekt                 | Typ | Standort                          | Beschreibung |
| --- | ---- | ---------------------------------------------------------------- | ---------------------- | --- | --------------------------------- | ------------ |
| 905 | ja   | Datei hochladen · Wikidata zu Gasthaus "zum Ochsen" (Q106411568) | Gasthaus «zum Ochsen»  | G   | Dorfplatz 56–56.1 642159 / 256877 |              |
| 906 | ja   | Datei hochladen                                                  | Alte Schmitte          | G   | Rank 24 642144 / 256839           |              |
| 909 | ja   | Datei hochladen                                                  | Alte Mühle mit Scheune | G   | Mühligass 642315 / 256650         |              |
| 910 | BW   | Datei hochladen                                                  | Wohnhaus               | G   | Mühligass 111 642306 / 256682     |              |
| 912 | ja   | Datei hochladen                                                  | Bauernhaus             | G   | Oeligass 81 642254 / 256926       |              |
| 916 | ja   | Datei hochladen                                                  | Bauernhaus             | G   | Unterdorf 66 642128 / 257070      |              |

Legende: Siehe Legende der Liste der Kulturgüter von nationaler und regionaler Bedeutung. Anstelle der KGS-Nummer wird als Objekt-Identifikator (ID) die Inventar- oder Gebäudenummer in der Bau- und Nutzungsordnung der Gemeinde verwendet.